# Nashville Ice Flyers
Die Nashville Ice Flyers waren eine US-amerikanische Eishockeymannschaft aus Nashville, Tennessee. Das Team spielte von 1996 bis 1998 in der Central Hockey League.

## Geschichte
Die Mannschaft wurde 1996 unter dem Namen Nashville Nighthawks als Franchise der Central Hockey League gegründet. Ihre Premierenspielzeit, die Saison 1996/97, beendeten sie auf dem fünften und somit letzten Platz der Eastern Division. Von 66 Spielen gewannen sie nur zwölf und holten insgesamt 26 Punkte. Zur folgenden Spielzeit änderten die Verantwortlichen den Namen des Franchises in Nashville Ice Flyers und steigerten sich unter ihrem Trainer David Lohrei deutlich auf 92 Punkte in 70 Spielen. Mit dem zweiten Platz der Eastern Division qualifizierten sie sich für die Playoffs um den Miron Cup, in denen sie nach einem Sweep in der Best-of-Three-Serie über die Huntsville Channel Cats, in der zweiten Runde dem späteren Meister Columbus Cottonmouths in der Best-of-Seven-Serie mit 2:4 Siegen unterlagen. Anschließend lösten die Besitzer das Team nach nur zwei Jahren wieder auf.

## Saisonstatistik
Abkürzungen: GP = Spiele, W = Siege, L = Niederlagen, T = Unentschieden, OTL = Niederlagen nach Overtime SOL = Niederlagen nach Shootout, Pts = Punkte, GF = Erzielte Tore, GA = Gegentore, PIM = Strafminuten
| Saison  | GP | W  | L  | T  | OTL | SOL | Pts | GF  | GA  | Platz       | Playoffs                        |
| 1996/97 | 66 | 12 | 52 | 2  | —   | —   | 26  | 219 | 359 | 5., Eastern | nicht qualifiziert              |
| 1997/98 | 70 | 41 | 19 | 10 | —   | —   | 92  | 274 | 246 | 2., Eastern | Niederlage in der zweiten Runde |